# Blütlinger Holz
Das Blütlinger Holz ist ein Naturschutzgebiet in der niedersächsischen Stadt Wustrow (Wendland) in der Samtgemeinde Lüchow (Wendland) im Landkreis Lüchow-Dannenberg.
Das Naturschutzgebiet mit dem Kennzeichen NSG LÜ 173 ist 308,0 Hektar groß. Es überlagert sich mit dem FFH-Gebiet „Landgraben- und Dummeniederung“ (300,0 Hektar) und dem gleichnamigen EU-Vogelschutzgebiet (291,5 Hektar). Das 1972 ausgewiesene, 84,3 Hektar große Naturwaldreservat „Blütlinger Holz“ ist in das Naturschutzgebiet aufgenommen worden. Hier wird der Wald seiner natürlichen Entwicklung überlassen. Das Gebiet steht seit dem 16. Januar 1989 unter Naturschutz. Zuständige untere Naturschutzbehörde ist der Landkreis Lüchow-Dannenberg.
Das Naturschutzgebiet liegt südlich von Wustrow (Wendland) an der Landesgrenze zu Sachsen-Anhalt innerhalb des Naturparks Wendland.Elbe. Es stellt ein Erlenbruchwaldgebiet mit hoch anstehendem Grundwasser und Bereiche mit Eichen- und Buchenmischwald unter Schutz. Das Waldgebiet ist u. a. Lebensraum gefährdeter Pflanzen- und Tierarten. Innerhalb des Schutzgebietes sind auch Röhrichtflächen und Großseggenriedbereiche zu finden. An einigen Stellen werden Flächen als Grünland genutzt.
Im Süden des Naturschutzgebietes schließt sich ein Reststreifen der ehemaligen innerdeutschen Grenze an, südlich davon befindet sich mit dem Salzwedeler Forst ein weiteres Waldgebiet auf feuchten Standorten.
Ein ehemaliges Bodenabbaugebiet am Rande des Waldgebietes im Osten ist als Renaturierungsbereich in das Naturschutzgebiet einbezogen. Zur Beruhigung des Gebietes sind nur wenige Wege für Besucher freigegeben. Die meisten Wege im Naturschutzgebiet sind während der Brut- und Setzzeit in der Zeit vom 1. März bis zum 15. August komplett gesperrt.